# 中华人民共和国第十二届残疾人运动会暨第九届特殊奥林匹克运动会
中华人民共和国第十二届残疾人运动会暨第九届特殊奥林匹克运动会（简称：全国第十二届残运会暨第九届特奥会、2025残特奥会），将于2025年12月8日-12月15日在广东省、香港特别行政区、澳门特别行政区举行。本届残特奥会紧随第十五届全国运动会举行，是历史第二次全运会与全国残特奥会同年同地举办。同时，广东省是继1992年后第二次举办全国残疾人运动会、继1987年后第二次举办特殊奥林匹克运动会，而香港、澳门则是第一次承办残特奥会，也是残特奥会历史上第一次由多个省级行政区联合主办。

## 筹备工作
2025年6月18日，中国残联办公厅发布2025残特奥会的比赛总日程（1.0版）。

## 形象
2024年11月9日，2025年残特奥会的主题口号、会徽、吉祥物亮相。

### 口号
2025年残特奥会的主题口号为：“追梦大湾区，出彩人生路”。

### 会徽
本届残特奥会与全运会首次共享同个会徽，以“繁荣、包容”为立意，撷取礼花绽放瞬间，由三朵花瓣交叠旋转形成图案，通过提取花朵外形和色彩，环绕花心螺旋围合一体，形成同心礼花，寓意粤港澳大湾区交融互通、活力无限，背靠祖国、绽放世界。

### 吉祥物
十五运会和残特奥会吉祥物以国家一级保护野生动物、“海上国宝”中华白海豚为原型。两个吉祥物可爱萌宠，分别取名喜洋洋、乐融融，寓意喜气洋洋、其乐融融、团圆和美。

## 比赛场馆
本届赛事除6个冬季项目在其他省份举办外，40个比赛大项将由粤港澳大湾区11座城市承办。本届赛事共设46个大项，其中夏季残奥、聋奥项目20项，冬季残奥、聋奥项目6项，大众项目11项，特奥会共9项。

### 广东
- 广州赛区[5]：承办残奥项目田径、射击、赛艇、皮划艇、坐式排球、盲人门球、篮球（轮椅）、足球（盲人）、乒乓球，大众项目乒乓球、旱地冰壶、越野轮滑
  - 天河体育中心：开幕式
  - 广东奥林匹克体育中心：田径
  - 广东省体育馆：射击
  - 广东国际划船中心：赛艇、皮划艇
  - 华南农业大学体育馆：坐式排球
  - 广州市残疾人体育运动中心：盲人门球，大众项目旱地冰壶
  - 广州体育馆：篮球（轮椅）
  - 广州大学城体育中心：足球（盲人），大众项目越野滑轮
  - 广州体育职业技术学院综合馆：乒乓球，大众项目乒乓球

- 深圳赛区：承办残奥项目游泳、自行车（场地、公路）、射箭、马拉松，大众项目飞镖、羽毛球
  - 深圳市体育中心：射箭，大众项目飞镖、羽毛球
  - 龙岗国际自行车赛场：自行车（场地）
  - 龙口水库：自行车（公路）
  - 深圳大运中心：游泳
  - 宝安区欢乐剧场：闭幕式

- 珠海赛区：承办残奥项目网球，大众项目象棋、围棋
  - 横琴国际网球中心：网球
  - 珠海度假村酒店：大众项目象棋、围棋

- 佛山赛区：承办残奥项目篮球（聋人男子）、足球（聋人），大众项目五人制聋人足球
  - 顺德德胜体育中心：篮球（聋人男子）
  - 顺德体育中心：篮球（聋人男子）
  - 佛山世纪莲体育中心：足球（聋人）
  - 南海体育中心：足球（聋人）
  - 三水威斯汀北江足球场：大众项目五人制聋人足球

- 惠州赛区[6]：承办残奥项目跆拳道，大众项目跳绳
  - 惠州体育馆

- 东莞赛区[7]：承办残奥项目篮球（聋人女子）、举重，大众项目三人制聋人篮球
  - 石龙中学体育馆：举重
  - 东莞市体育中心：篮球（聋人女子）
  - 东莞市残疾人体育训练中心体育馆：大众项目三人制聋人篮球

- 中山赛区[8]：承办特奥项目田径、轮滑、举重、滚球
  - 兴中体育场：特奥项目田径
  - 中山市体育馆：特奥项目滚球
  - 火炬开发区一中体育馆：特奥项目举重
  - 火炬开发区国际会展中心2号馆：特奥项目轮滑

- 江门赛区[9]：承办特奥项目游泳、篮球、足球
  - 江门体育中心

- 肇庆赛区：承办残奥项目盲人柔道、铁人三项
  - 肇庆新区砚阳湖公园：铁人三项
  - 四会市体育中心：盲人柔道

### 香港
- 承办项目：残奥项目轮椅击剑、硬地滚球、乒乓球（智力组别），特奥项目乒乓球，大众项目轮椅舞蹈
  - 启德体育园：硬地滚球
  - 马鞍山体育馆：轮椅击剑，大众项目轮椅舞蹈
  - 荃湾体育馆：残奥项目乒乓球（智力组别TT11），特奥项目乒乓球

### 澳门
- 承办项目：残奥、特奥项目羽毛球
  - 澳门东亚运动会体育馆：残奥项目羽毛球
  - 澳门综艺馆：特奥项目羽毛球

### 粤港澳以外地区
6个冬季残奥聋奥项目于广东以外地区提前举行。
- 乌鲁木齐赛区[10]：承办高山滑雪
  - 新疆丝绸之路国际滑雪场

- 张家口赛区[11]：承办单板滑雪
  - 崇礼区多乐美地滑雪场

- 吉林市赛区[12]：承办越野滑雪、冬季两项
  - 北山四季越野滑雪场

- 北京赛区[13][14]：承办冰壶、冰球
  - 中国残疾人体育运动管理中心（英语：China Administration of Sports for Persons with Disabilities）

## 赞助商
| 中华人民共和国第十二届残疾人运动会暨第九届特殊奥林匹克运动会赞助商                                                                |
| --- |
| 官方合作伙伴 - 中国人民保险 - 中国电信 - 中国移动 - 中国联通 - 中国南方航空 - 匹克体育 - 中国南方电网 - 交通银行                  |
| 赞助商 - 百岁山 |
| 独家供应商 - 澳利安佛山轮椅 - 万家乐 - 智微智能 - 金陵体育 - VICTOR - 双鱼 - 周大福 - 立白科技集团 - 珠江啤酒 - 王老吉 - 金山办公 |
| 供应商 - BASF - 生活在左（LIFE ON LEFT） - 泰山体育产业集团 - 高飞体育 - 玖龙纸业                                                 |